# Turnierschafkopf
Turnierschafkopf (auch: Preisschafkopf, Schafkopfrennen) ist eine organisierte Form des Kartenspiels Schafkopf, bei der sich mehrere Spieler dem gegenseitigen Wettbewerb stellen.

## Rechtliches
Nach § 284 StGB stellt Schafkopf, weil alle Karten ausgeteilt werden, kein Glücksspiel dar und ist daher rechtlich unbedenklich. Die Organisation von Schafkopfturnieren ist durch das Gewerberecht, hier insbesondere § 33d GewO (Erlaubnispflicht) sowie § 5a SpielV geregelt. Hier ist grundsätzlich zu unterscheiden zwischen
- gewerbsmäßigen Veranstaltungen mit Gewinnabsicht (erlaubnispflichtig nach § 33d GewO)
- nicht gewerbsmäßigen Veranstaltungen ohne Gewinnabsicht (nicht erlaubnispflichtig)

Im letzteren Fall soll das Startgeld 15 € nicht übersteigen und der Gewinn in Waren ausgeschüttet werden; als Vergnügungsveranstaltung besteht für Schafkopfturniere in Bayern außerdem prinzipiell eine Anzeigepflicht nach Art. 19 LStVG (zuständige Behörden sind die Kreisverwaltungsreferate bzw. die Gemeinden).

## Regelbesonderheiten
- Bei großen Turnieren wird anstatt Abzuheben oft nachgemischt, d. h. der Abheber mischt die Karten nochmals
- Anstatt 2×4 wird oft 4×2 gegeben
- Anstatt Zusammenzuwerfen wird meist das Muss-Spiel praktiziert. Andere Möglichkeiten sind der Kreuzbock oder der Ramsch.
- Oft findet man auch das sogenannte Reuegeld (auch: Weitergeld), eine Form des Stocks; für ein zusammengeworfenes Spiel zahlt jeder Spieler einen bestimmten Betrag in einen Topf, der am Ende des Turniers gesondert ausgeschüttet wird. Das zusammengeworfene Spiel wird mit Hilfe eines Strichs auf der Punkteliste dokumentiert, anschließend gibt der gleiche Geber erneut.
- Eine andere Form des Reuegelds besteht darin, dass der Spielmacher nach verlorenen Spielen (insbesondere Soli) einen gesonderten Obolus in den Stock einzahlen muss. Ein Teil dieses Reuegelds kann auch direkt an den Tischbesten ausgezahlt werden.

## Punktwertung
| Schreibweise           | plus/minus          | plus/minus          | plus/minus          | plus/minus          | plus/minus           | plus/minus           | plus/minus           | plus/minus           | nur plus            | nur plus            | nur plus            | nur plus            | nur plus             | nur plus             | nur plus             | nur plus             |
| Spiel                  | für die/den Spieler | für die/den Spieler | für die/den Spieler | für die/den Spieler | für die Nichtspieler | für die Nichtspieler | für die Nichtspieler | für die Nichtspieler | für die/den Spieler | für die/den Spieler | für die/den Spieler | für die/den Spieler | für die Nichtspieler | für die Nichtspieler | für die Nichtspieler | für die Nichtspieler |
| Spiel                  | gewonnen            | gewonnen            | verloren            | verloren            | gewonnen             | gewonnen             | verloren             | verloren             | gewonnen            | gewonnen            | verloren            | verloren            | gewonnen             | gewonnen             | verloren             | verloren             |
| ---------------------- | ------------------- | ------------------- | ------------------- | ------------------- | -------------------- | -------------------- | -------------------- | -------------------- | ------------------- | ------------------- | ------------------- | ------------------- | -------------------- | -------------------- | -------------------- | -------------------- |
| Rufspiel               | + 1                 | + 1                 | − 1                 | − 1                 | + 1                  | + 1                  | − 1                  | − 1                  | 1                   | 1                   | /                   | /                   | 1                    | 1                    | /                    | /                    |
| Schneider              | + 2                 | + 2                 | − 2                 | − 2                 | + 2                  | + 2                  | − 2                  | − 2                  | 2                   | 2                   | /                   | /                   | 2                    | 2                    | /                    | /                    |
| Schwarz                | + 3                 | + 3                 | − 3                 | − 3                 | + 3                  | + 3                  | − 3                  | − 3                  | 3                   | 3                   | /                   | /                   | 3                    | 3                    | /                    | /                    |
| mit oder ohne Laufende | jew. + 1            | jew. + 1            | jew. - 1            | jew. - 1            | jew. + 1             | jew. + 1             | jew. - 1             | jew. - 1             | jew. 1              | jew. 1              | /                   | /                   | jew. 1               | jew. 1               | /                    | /                    |
| Solo oder Wenz         | + 12                | + 6                 | − 12                | - 6                 | + 4                  | + 2                  | − 4                  | − 2                  | 12                  | 6                   | /                   | /                   | 4                    | 2                    | /                    | /                    |
| Schneider              | + 12                | + 9                 | − 12                | - 9                 | + 4                  | + 3                  | − 4                  | − 3                  | 12                  | 9                   | /                   | /                   | 4                    | 3                    | /                    | /                    |
| Schwarz                | + 12                | + 12                | − 12                | - 12                | + 4                  | + 4                  | − 4                  | − 4                  | 12                  | 12                  | /                   | /                   | 4                    | 4                    | /                    | /                    |
| mit oder ohne Laufende | jew. + 3            | jew. + 3            | jew. - 3            | jew. - 3            | jew. + 1             | jew. + 1             | jew. - 1             | jew. - 1             | jew. 3              | jew. 3              | /                   | /                   | jew. 1               | jew. 1               | /                    | /                    |
| Solo- oder Wenz-Tout   | + 18                | + 18                | − 18                | − 18                | + 6                  | + 6                  | − 6                  | − 6                  | 24 48               | 24 48               | /                   | /                   | 8 16                 | 8 16                 | /                    | /                    |
| mit Laufenden          | jew. + 6            | jew. + 6            | jew. - 6            | jew. - 6            | jew. + 2             | jew. + 2             | jew. - 2             | jew. - 2             | jew. 6              | jew. 6              | /                   | /                   | jew. 2               | jew. 2               | /                    | /                    |
| Sie                    | *                   | *                   |                     |                     |                      |                      | *                    | *                    | *                   | *                   |                     |                     |                      |                      | /                    | /                    |

Beim Turnierschafkopf werden dazu die gewonnenen/verlorenen Spiele in Form von Punkten in eine Liste eingetragen; üblicherweise wechselt auch noch ein kleinerer Geldbetrag den Besitzer, wobei der Punkt einem bestimmten Tarif entspricht. Bei der Punktwertung wird entweder plus/minus (d. h. sowohl Gewinne als auch Verluste werden dokumentiert) oder nur plus geschrieben (d. h. nur die gewonnenen Punkte werden geschrieben).
Grundsätzlich zählt das Normalspiel 1 Punkt und das Solospiel 2 (oder 4) Punkte. Weiterhin gewertet werden Schneider und Schwarz mit jeweils einem Zusatzpunkt.
Hat eine Partei Laufende, so bringen diese ebenfalls jeweils einen Zusatzpunkt; die mögliche Anzahl der Laufenden kann dabei je nach Reglement zwischen vier (nur die Ober) und 14 (alle Trümpfe) variieren.
Die Regeln für Solo-Schneider und Solo-Schwarz können sich regional unterscheiden; oft hat das Solo auch einen einheitlichen Grundtarif, Schneider und Schwarz werden nicht ausbezahlt. Auch die Laufenden werden beim Solo unterschiedlich, oft auch gar nicht, gewertet.
Entsprechend variieren auch die Tarife für den Solo-Tout und den Sie; Schneider und Schwarz werden hier nicht berechnet, auch die Laufenden zählen oft nicht bzw. werden pauschal berechnet.
*normalerweise nicht gewertet

### Runden und Preise
Beim Turnierschafkopf werden üblicherweise zwei (oder mehr) ausgeloste Runden mit einer festgelegten, durch vier teilbaren Anzahl an Spielen (oft 32 oder 40) gespielt. Bei großen Turnieren folgen danach noch Ausscheidungs- und Finalrunden. Der oder die Gewinner erhalten aus dem Antrittsgeld finanzierte, gestaffelte Geld- oder Sachpreise, der (Vor-)Letzte einen Trostpreis.

### Tischpunkte
Bei großen Turnieren wird meist die Platzierung des jeweiligen Spielers am Tisch zusätzlich gewertet (d. h. der erstplatzierte erhält beispielsweise 40 Zusatzpunkte, der zweitplatzierte 30 usw.). Oft sind diese Tischpunkte erheblich gewichtiger als die eigentlichen Spielpunkte.

## Turnierserien und Meisterschaften
In Ermangelung eines regulären Ligabetriebs haben sich verschiedene Turnierserien etabliert. Das Abschneiden der Teilnehmer wird dabei in Ranglisten festgehalten, die besten Spieler werden abschließend zu einem Finalturnier eingeladen. Ein Beispiel war die Schafkopf-Champions League des Deutschen Schafkopfvereins e. V. in Folmava/Vollmau.
Mittlerweile haben sich auch einige inoffizielle Meisterschaftsturniere mit unterschiedlichen Qualifikationsmodi entwickelt. Die wichtigsten dieser Turniere sind wohl die Bayerische Meisterschaft des Schafkopf-Clubs Bayern e. V. sowie die seit 2001 in zweijährigem Turnus ausgetragene (inoffizielle) Weltmeisterschaft.

### Liste der inoffiziellen Schafkopfweltmeister
| WM  | Jahr, Austragungsort           | Sieger                                  |
| --- | ------------------------------ | --------------------------------------- |
| 1.  | 2001                           | Waldemar Schwägerl (Bärnau)             |
| 2.  | 2003 Hévíz                     |                                         |
| 3.  | 2005 Mariánské Lázně/Marienbad | Karl Christof (Mömbris)                 |
| 4.  | 2007 Reith im Alpbachtal       | Hans Forster (Germering)                |
| 5.  | 2009 Großarl                   | Sabine Fischer (Lechbruck)              |
| 6.  | 2011 Großarl                   | Stefan Hobmeier (Neufahrn bei Freising) |
| 7.  | 2013 Großarl                   | Hans Fenzl (Waldmünchen)                |
| 8.  | 2015 Großarl                   | Georg Leindecker (Bad Aibling)          |
| 9.  | 2017 Großarl                   | Herbert Gruber (Eggenfelden)            |
| 10. | 2019 Cham (Oberpfalz)          | Adolf Haberl (Vilsbiburg)               |
| 11. | 2021 Cham (Oberpfalz)          | Johannes Simmet (Neuschönau)            |
| 12. | 2023 Cham (Oberpfalz)          | Harry Hug (München)                     |